# Омськ

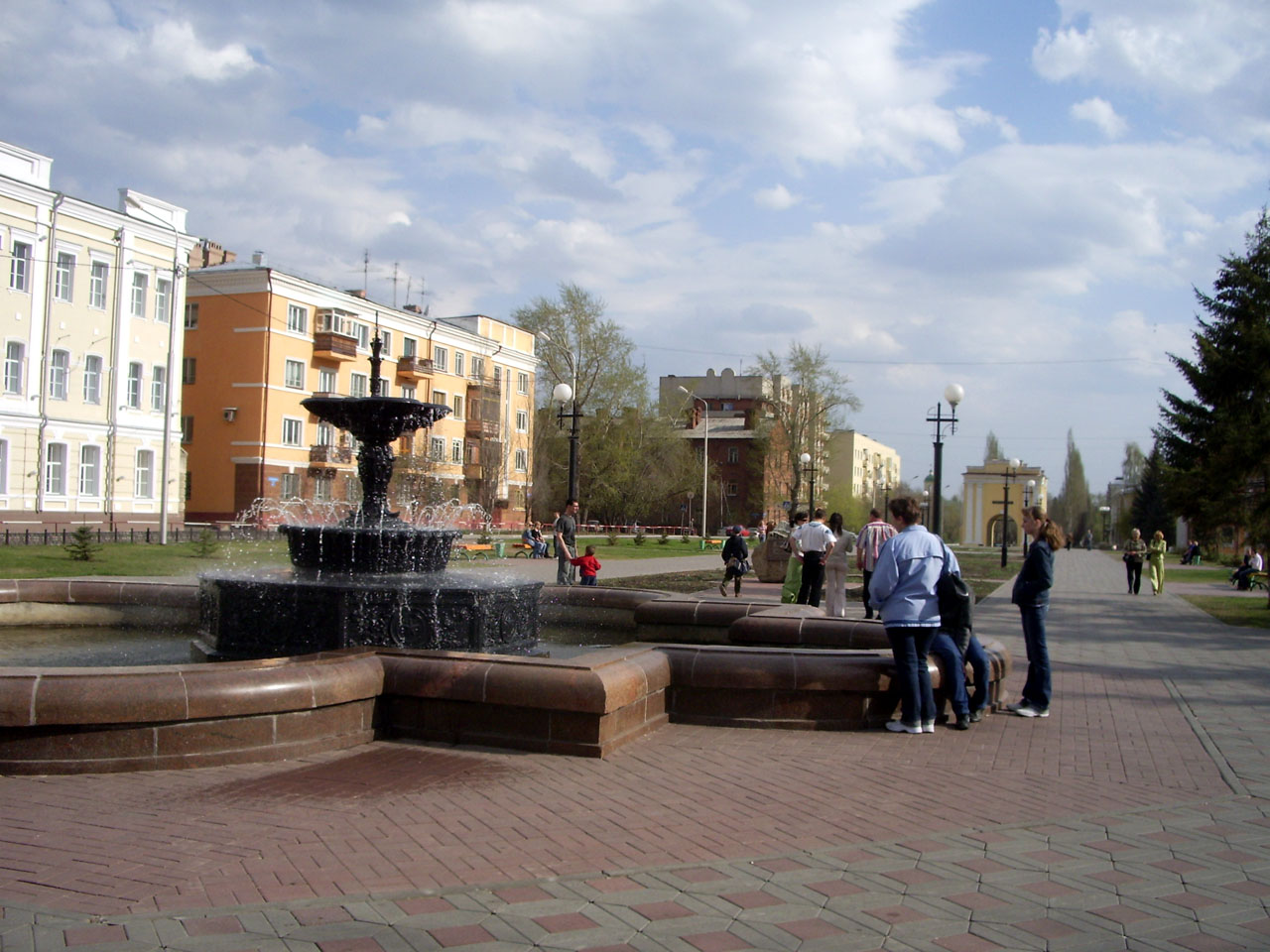
Вулиця Тарська в центрі Омська

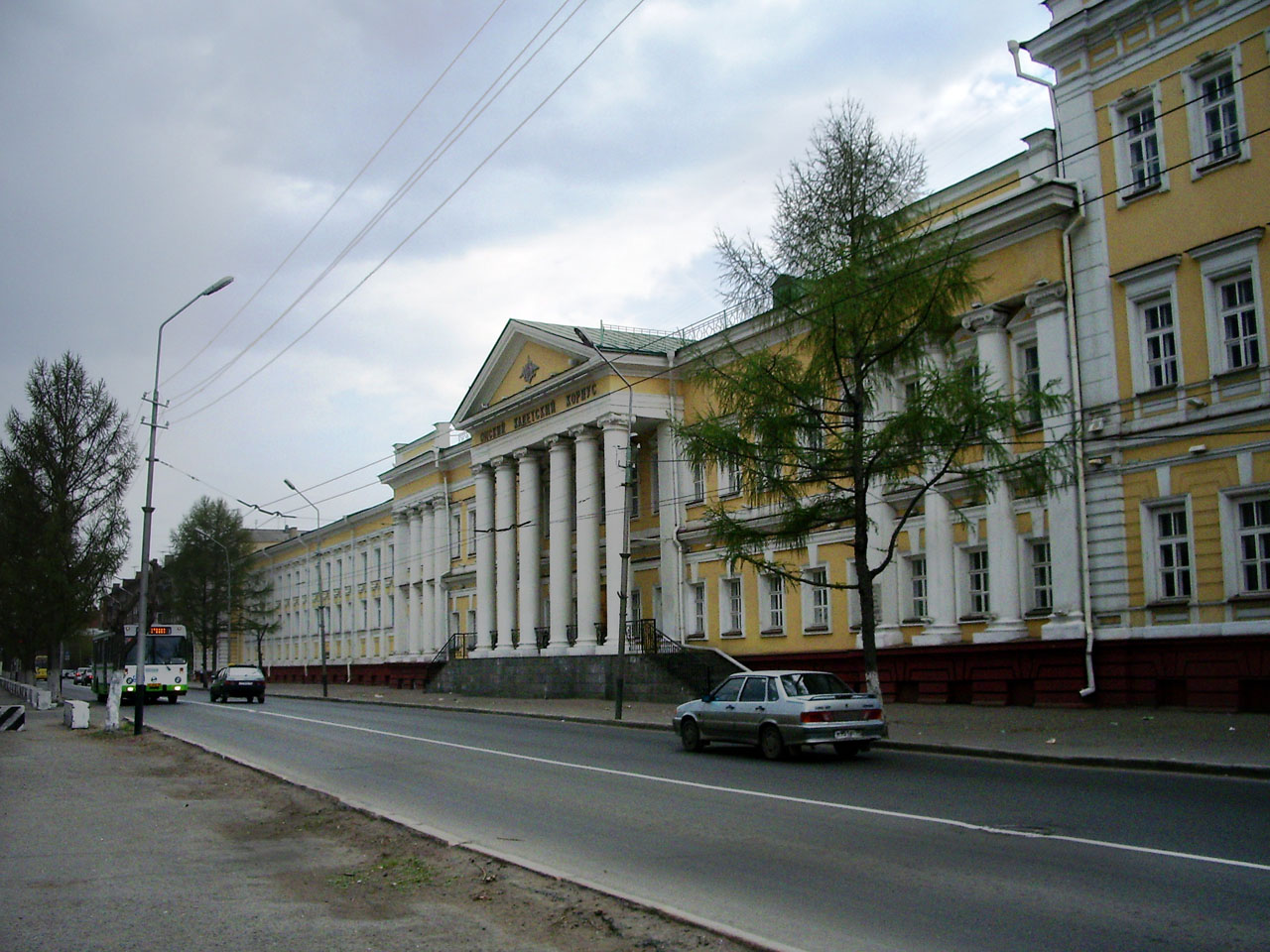
Кадетський корпус

Омськ (рос. Омск) — місто у Росії, адміністративний центр Омської області. Омськ розташований у Західному Сибіру, у місці впадання р. Омь у р. Іртиш. Назва міста пішла від казахського «Омбы». Корінне населення — казахи. Більшість населення зараз становлять росіяни, нащадки російських переселенців.[джерело?]
Має 1,1 млн мешканців (2024) у межах муніципального утворення (2-е місце в Сибіру, 8-е місце в РФ) і 1,240 млн мешканців (2005) в агломерації (11-і). Розташований на місці впадання в Іртиш річки Омь. Великий транспортний вузол: залізниця і шосейні дороги, Транссибірська магістраль, річковий порт і аеропорт.
Найбільший в Росії (і третій в Європі) нафтопереробний комбінат (нині належить ВАТ Газпром нефть). Центр машинобудування; металургія, легка, поліграфічна, хімічна і нафтохімічна промисловість. Багато об'єктів ВПК з'явилися в Омську після Другої світової війни.
Рішенням Омської міської ради 25 липня 2007 року затверджений генеральний план розвитку Омська до 2030 року, де описані основні напрями розвитку Омська найближчим часом.

## Фізико-географічна характеристика
Місто розташоване в південній частині Західно-Сибірської рівнини на місці впадання в Іртиш річки Омь, у центрі південної частини Омської області. Місцевість відносно плоска, з переважанням абсолютних відміток 100—140 м. Одноманітний рельєф на окремих ділянках порушується зниженнями плоских западин, древніх улоговин стоку, озерними улоговинами, гривами і увалами.
Середня тривалість дня в червні — 17,2 години. Переважний напрямок вітру взимку — південно-західний, влітку — північно-західний. Найбільша швидкість вітру відзначається взимку і навесні, що є причиною частих хуртовин та пилових бур.

## Часовий пояс
Омськ знаходиться в часовому поясі, позначається за міжнародним стандартом як Omsk Time Zone (OMST). Зсув відносно UTC становить +7:00. Щодо Московського часу часовий пояс має постійний зсув +3 години і позначається в Росії відповідно як MSK +3. Омський час відрізняється від поясного часу на дві години, оскільки на території Росії діє декретний час.

## Історія
Після захоплення земель у казахских кочових племен була заснована фортеця. Перша Омська фортеця була заснована в 1716 р. козацьким загоном під командуванням І. Бухгольца, що відправився розширювати і укріплювати кордони Російської імперії по іменному указу Петра I. Слугував прикордонною фортецею для захисту від набігів кочовиків. До 1797 р. був острогом. У XIX ст Омськ став центром спочатку Західно-Сибірського, а потім Степового генерал-губернаторства (Степового краю), що охоплював істотну частину Західного Сибіру і північ сучасного Казахстану.
У роки громадянської війни Омськ був резиденцією спершу Тимчасового Сибірського уряду (на чолі з П. В. Вологодським) Сибірської республіки, потім — Тимчасового Всеросійського уряду (на чолі з Н. Д. Авксент'євим), потім — Російського уряду Верховного Правителя адмірала О. Колчака.

## Населення
Корінне населення — казахи. Більшість населення зараз становлять росіяни, нащадки російських переселенців.
| Рік                  | 1725 | 1825 | 1856 | 1858 | 1897 | 1903 | 1905 | 1914  | 1917  | 1923  |
| Населення, тис. осіб | 1,0  | 9,0  | 16,4 | 18,0 | 37,4 | 60,0 | 75,0 | 134,8 | 113,1 | 146,3 |

| Рік                  | 1926  | 1931  | 1935  | 1939  | 1956  | 1959  | 1962  | 1964  | 1967  | 1970  |
| Населення, тис. осіб | 111,2 | 162,2 | 246,0 | 288,9 | 505,0 | 581,1 | 650,0 | 702,0 | 774,0 | 821,2 |

| Рік                  | 1973  | 1976  | 1979   | 1981   | 1982   | 1985   | 1986   | 1987   | 1989   | 1990   |
| Населення, тис. осіб | 905,0 | 971,0 | 1014,2 | 1044,0 | 1061,0 | 1108,0 | 1122,0 | 1134,0 | 1148,4 | 1159,0 |

| Рік                  | 1991   | 1992   | 1994   | 1996   | 1998   | 1999   | 2000   | 2001   | 2002   | 2003   |
| Населення, тис. осіб | 1166,8 | 1168,6 | 1162,0 | 1160,0 | 1159,2 | 1157,0 | 1148,9 | 1138,3 | 1134,0 | 1131,0 |

| Рік                  | 2004   | 2005   | 2006   | 2007   | 2008   | 2009   | 2010   | 2011   | 2012   | 2013   |
| Населення, тис. осіб | 1132,0 | 1142,8 | 1138,8 | 1134,8 | 1131,1 | 1129,1 | 1127,7 | 1154,0 | 1156,6 | 1160,7 |

## Адміністративно-територіальний поділ міста
В склад міста Омська входять 5 адміністративних округів:
- Центральний,
- Радянський,
- Кіровський,
- Ленінський,
- Октябрський.

## Економіка
Присутність у місті великих промислових підприємств, багато з яких було евакуйовано з європейської частини країни в роки Другої світової війни, дає йому право іменуватися одним з найбільших індустріальних центрів країни. Основу промисловості міста складають підприємства нафтохімії: «Омський нафтопереробний завод», ВАТ «Омський каучук», ВАТ «Омськшина», ВАТ «Завод технічного вуглецю (г.Омськ)»; аерокосмічної індустрії: велетенське і теріторіальномістке ФГУП «Виробниче об'єднання „Польот“» (випуск ракети-носія Космос-3М, космічні апарати); машинобудування: «Омсктрансмаш (виробництво і ремонт танків типу Т-80 і виробництво тракторів)», ФГУП «Омське моторобудівне об'єднання ім. П. І. Баранова» (авіаційне моторобудування), ВАТ «Омський агрегатний завод» (випускає пральні машини «Сибір») і радіоелектроніки: ВАТ «Радіозавод ім. А. С. Попова», ПО «Іртиш» тощо.
З 2006 року в Омську йде будівництво першого в Росії заводу з виробництва екологічно-чистого палива із зерна — біоетанолу. У місті розташовано багато підприємств легкої і харчової промисловості, серед них «Інмарко», «Омський бекон», «РОСАР» (належить ВАТ «САН ІнБев» (до 2007 року називався SUN Interbrew), випускає пиво «Сибірськая корона», «Багбір», і т. д.), лікеро-горілчаний завод «Оша» (пиво «Піт», «Бізон Бір» і т. д.), лікеро-горілчаний завод «Омсквінпром» (випускає горілку «П'ять озер»), завод «Манрос М» (належить ВАТ «Вімм-Білль-Данн — Продукти харчування») і ін. Щорічні виставки, такі як і ІнтерСиб, підвищують інвестиційну привабливість міста.
Обсяг відвантажених товарів власного виробництва, виконано робіт і послуг за 2007 роки 92537,9 млн рублів у тому числі:
- виробництво харчових продуктів, включаючи напої, і тютюну 27267,0
- виробництво нафтопродуктів 13596,0
- хімічне виробництво 14018,5
- виробництво гумових і пластмасових виробів 15476,2
- виробництво електроустаткування, електронного устаткування 6419,1 млн рублів.

## Клімат
- Середньорічна температура — +2,1 C°
- Середньорічна швидкість вітру — 2,8 м/с
- Середньорічна вологість повітря — 71 %

| Показник               | Січень | Лютий | Березень | Квітень | Травень | Червень | Липень | Серпень | Вересень | Жовтень | Листопад | Грудень | Рік  |
| Абсолютний максимум °С | 4,2    | 3,6   | 14,1     | 31,3    | 35,5    | 40,1    | 40,4   | 38,0    | 32,9     | 27,4    | 16,1     | 4,5     | 40,5 |
| Середній максимум °С   | -12    | -10,3 | -2,5     | 9,0     | 19,0    | 23,9    | 25,3   | 22,7    | 15,9     | 8,1     | -3,7     | -9,8    | 7,1  |
| Середня температура °С | -16,3  | -15,0 | -7,3     | 3,7     | 12,5    | 18,0    | 19,6   | 16,9    | 10,4     | 3,5     | -7,3     | -13,8   | 2,1  |
| Середній мінімум °С    | -20,5  | -19,4 | -12      | -1,0    | 6,3     | 12,0    | 14,1   | 11,6    | 5,7      | -0,3    | -10,5    | -17,9   | -2,7 |
| Абсолютний мінімум     | -45    | -46   | -41      | -26     | -11     | -3      | 2      | -2      | -8       | -28     | -41      | -45     | -46  |
| Норма опадів           | 23     | 18    | 17       | 21      | 35      | 51      | 66     | 54      | 37       | 30      | 34       | 29      | 415  |
| ---------------------- | ------ | ----- | -------- | ------- | ------- | ------- | ------ | ------- | -------- | ------- | -------- | ------- | ---- |

## Флора і фауна
У центрі міста, навпроти магазину «Тисяча дрібниць», росте найстаріше дерево Омська — біла верба. Обхопити його можуть 4 людини, у діаметрі стовбур — 5,5 метрів, висота — більше 10 метрів. Посаджено воно було в 1884 році, є пам'яткою природи, тим не менш, у корі дерева було пророблено дупло.
Біля Історико-краєзнавчого музею росте яблуня, вік якої — 120 років. Висота стовбура до гілок — 2,3 метра, ширина крони — 6 метрів. Щорічно плодоносить. Ця яблуня — єдина залишилася від яблуневого саду, який почали розбивати ще при Гасфорді. У 1889 році член Географічного товариства Павло Яшеров привіз із Забайкалля новий сорт — сибірську яблуню, висадив насіння і стежив за їх акліматизацією. Але в 70-х роках через будівництво Будинку Союзів сад був практично знищений, за винятком цієї яблуні. На честь саду був названий широко відомий жителям Омська магазин «Яблунька», а згодом і зупинка громадського транспорту.
В Омську знаходиться природний парк в межах міста — «Пташина гавань».

## Охорона навколишнього середовища
У зв'язку з тим, що в Омську сконцентрована велика кількість великих виробництв, які сильно забруднюють навколишнє середовище, у місті склалася несприятлива екологічна обстановка. Недостатньо розвинений контроль над змінами геохімічного фону внаслідок впливу техногенних факторів.
За словами начальника Управління державного контролю Міністерства сільського господарства і продовольства Омської області Анатолія Погорєлова, 58 % забруднення атмосферного повітря в місті припадає на автотранспорт. З промислових підприємств найбільш проблемне в плані екології — Омська ТЕЦ-5, працює на вугіллі (в той же час і на ній була проведена установка двох фільтрів очищення диму). У повітрі міста періодично виявляють діоксиди, формальдегіди і, найчастіше, бензапірен (виробляється автотранспортом). На особливому контролі у зв'язку з охороною атмосфери діяльність таких омських підприємств, як «Омскшина», «Омскагрегат» і ВО Політ.
Однак з 2004 року рівень забруднення атмосферного повітря завдяки комплексу проведених природоохоронних заходів вдалося знизити більш ніж на 30 %. І з 2005 року Омськ виключений зі списку міст Росії з найбільшим рівнем забруднення повітря. Значення індексу забруднення атмосфери вище 14 говорить про екологічне неблагополуччя населеного пункту. У 1998 році індекс був 17, у 2005 — 10, у 2009 — 8. Таким чином, Омськ покинув «групу ризику» з екологічної безпеки, у якій знаходився в 70-90 роки XX століття. Цьому сприяло впровадження нових технологій очищення, посилення контролю з боку державних органів і зупинка деяких заводів.
Двічі на рік проходить генеральне прибирання міста за участю городян. У Ленінському, Кіровському і Радянському адміністративних округах діють полігони по захороненню твердих побутових відходів. У 2010 році на полігоні почала працювати лінія з сортування та переробки сміття. Надалі це дозволить відмовитися від необхідності виділяти додаткову територію для розміщення звалищ.
Загальна площа зелених насаджень в Омську становить 12945,43 га, з них об'єкти загального користування займають 1606,13 га, озеленення вулично-дорожньої мережі — 603,4 га, міські ліси — понад 1800 га. Окружні управління благоустрою обслуговують 170 скверів, бульварів та парків площею близько 800 га. При цьому на кожного омича сьогодні припадає понад 14,1 м² зелених насаджень загального користування.
Міські пам'ятники природи «Зелений клин» (ландшафтний комплекс ОмДАУ) і «Пташина гавань» унікальні вже тому, що змогли вижити в такій несприятливій екологічній обстановці і проіснувати не одне десятиліття.

## Транспорт
- В Омську діють два залізничні вокзали, розташованих по сусідству і створюючих привокзальну площу: «Омськ—Пасажирський» і «Омськ—Приміський». Обидва вокзали нещодавно реконструйовано і відповідають європейським стандартам.

Вокзал «Омськ — Пасажирський»
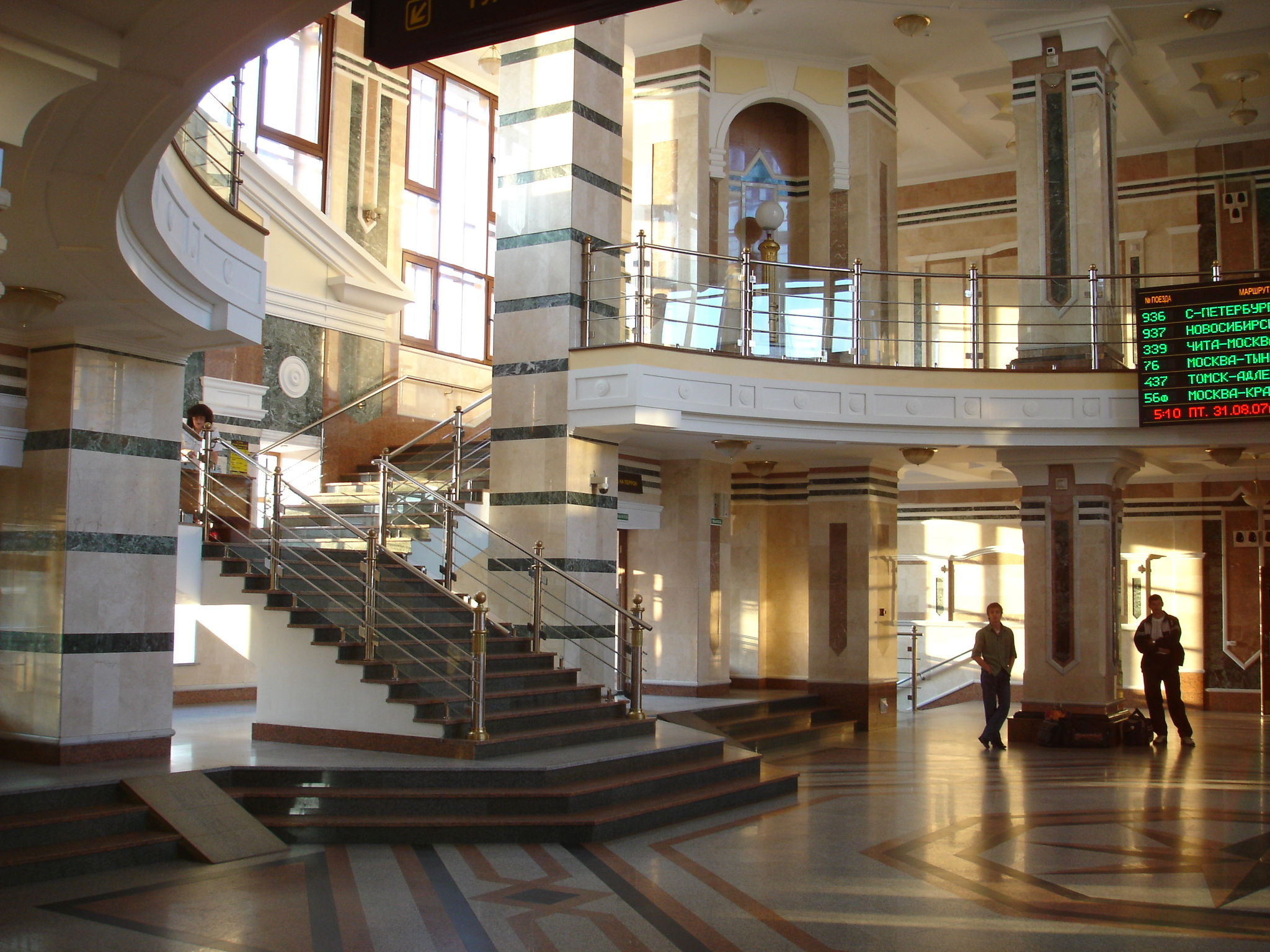
Центральний зал Омського пасажирського вокзалу
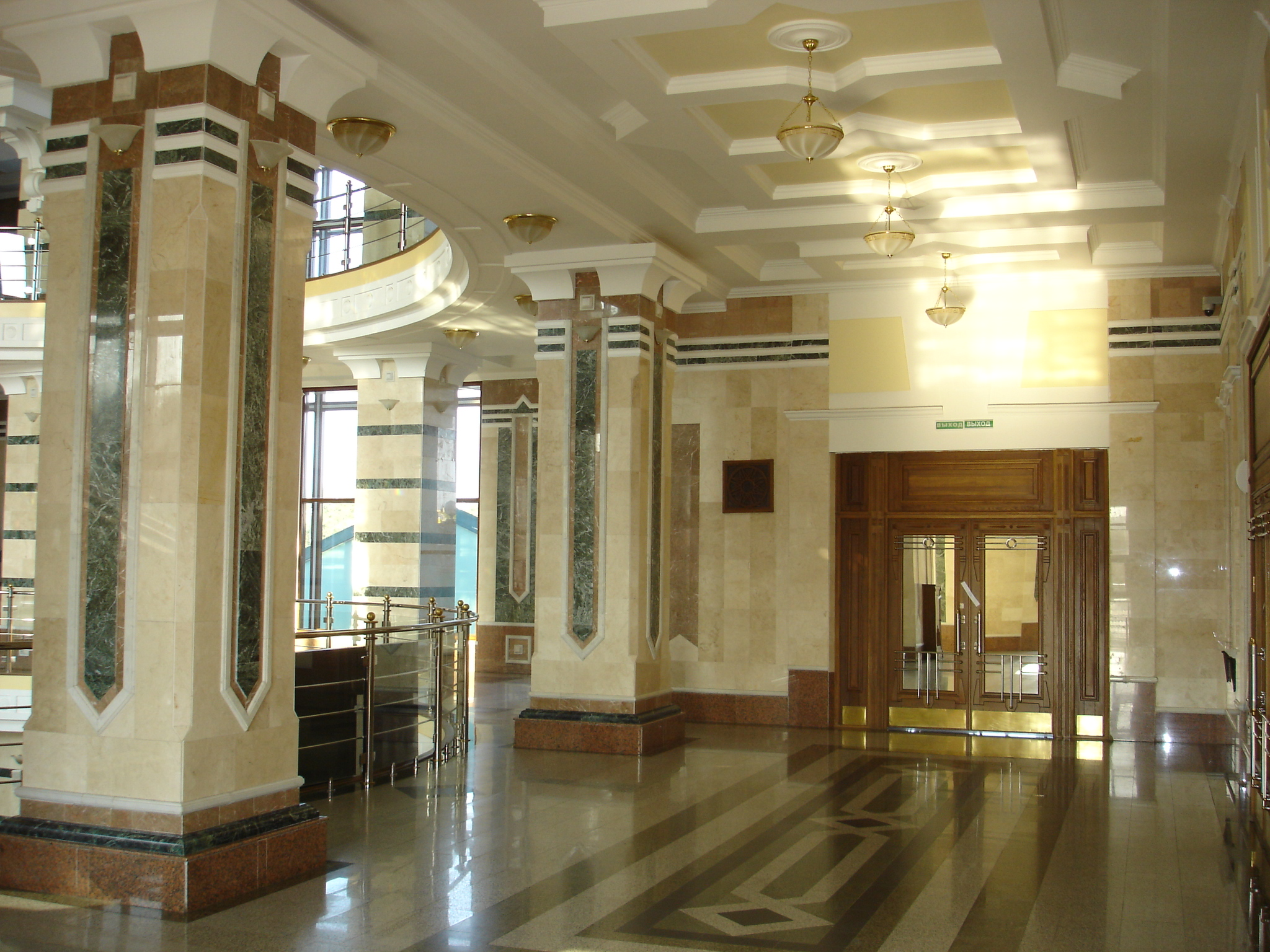
Кут центрального залу другого поверху
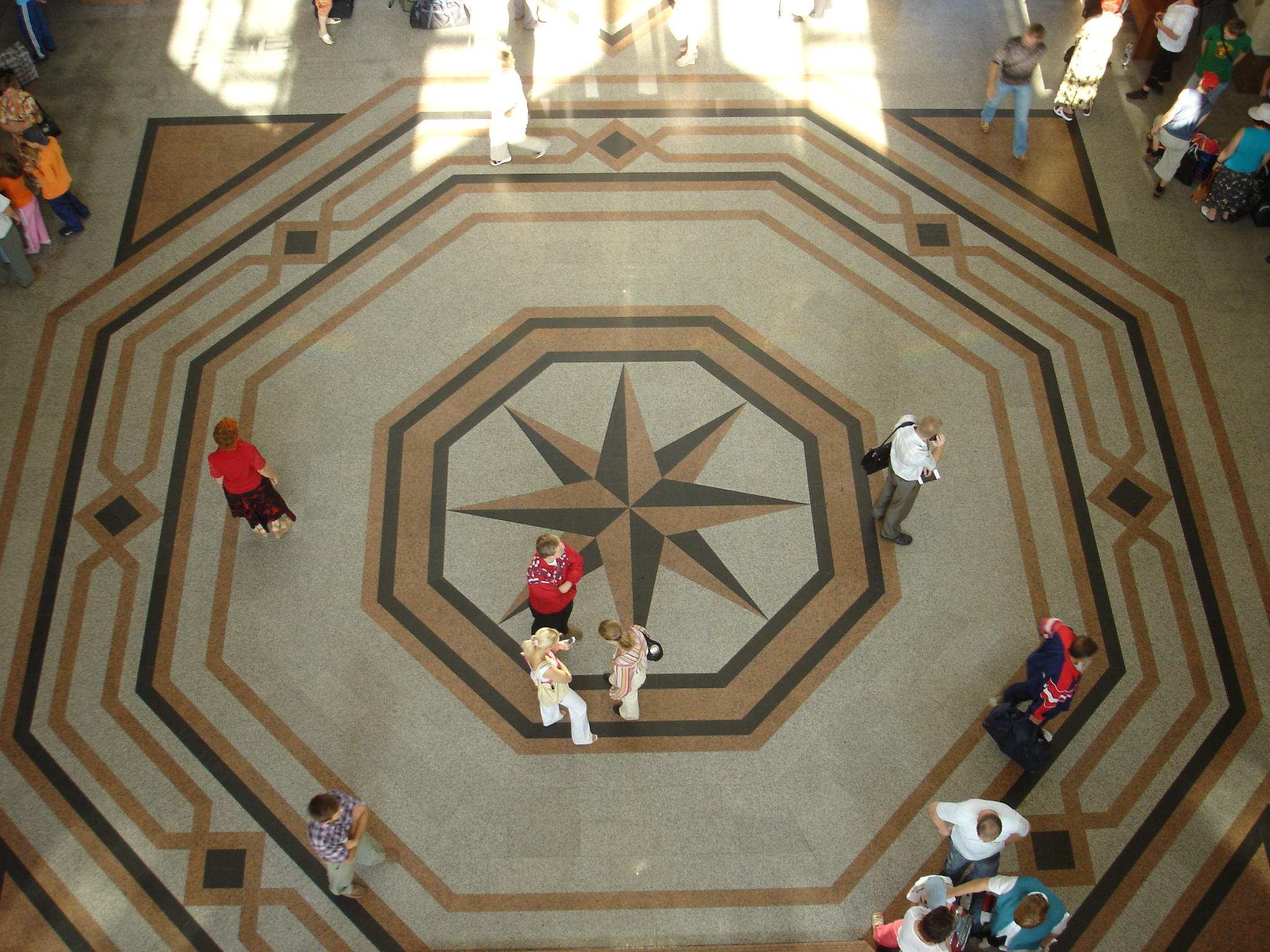
Мозаїчна підлога центрального залу
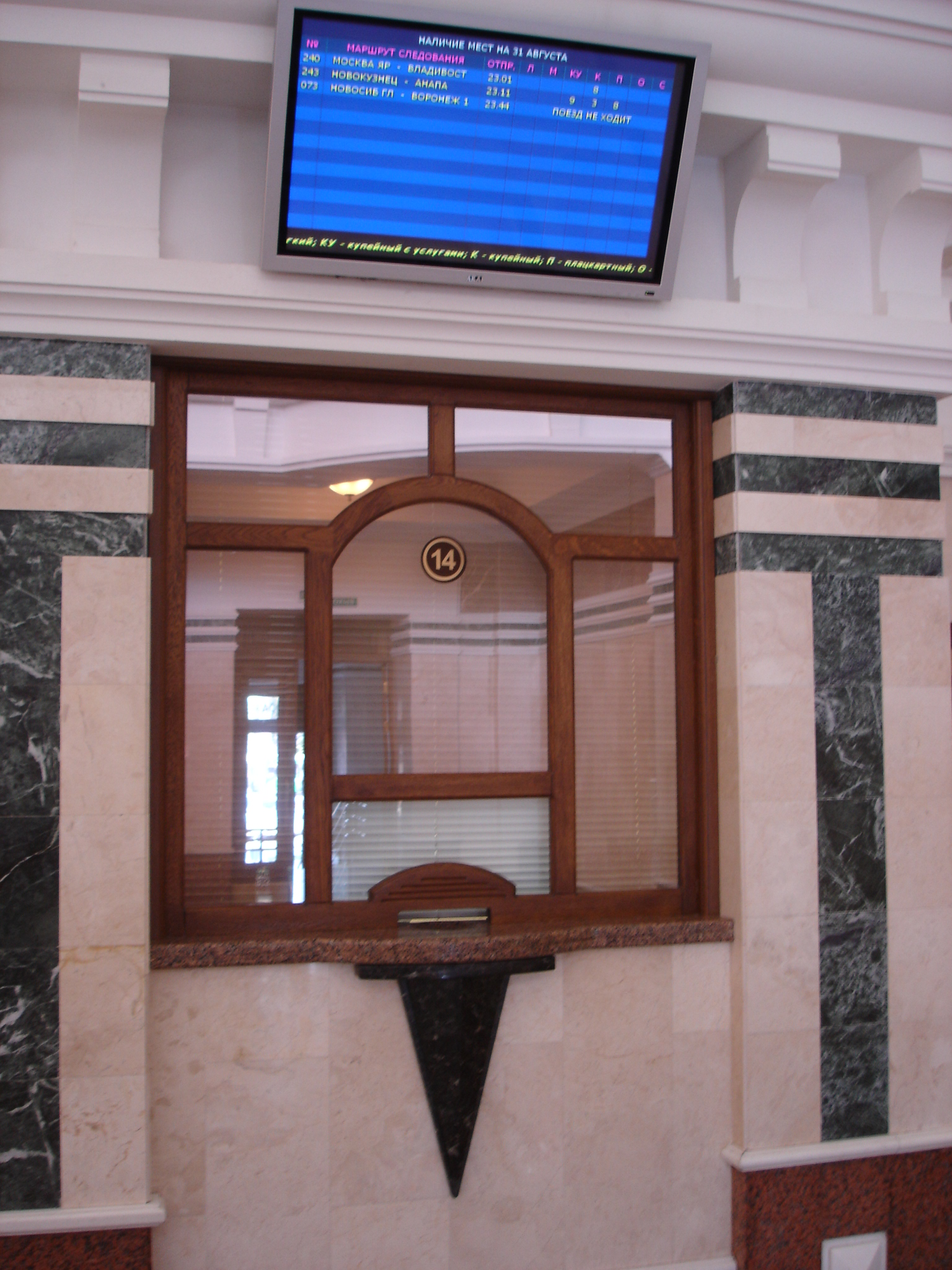
Центральний зал. Квиткова каса
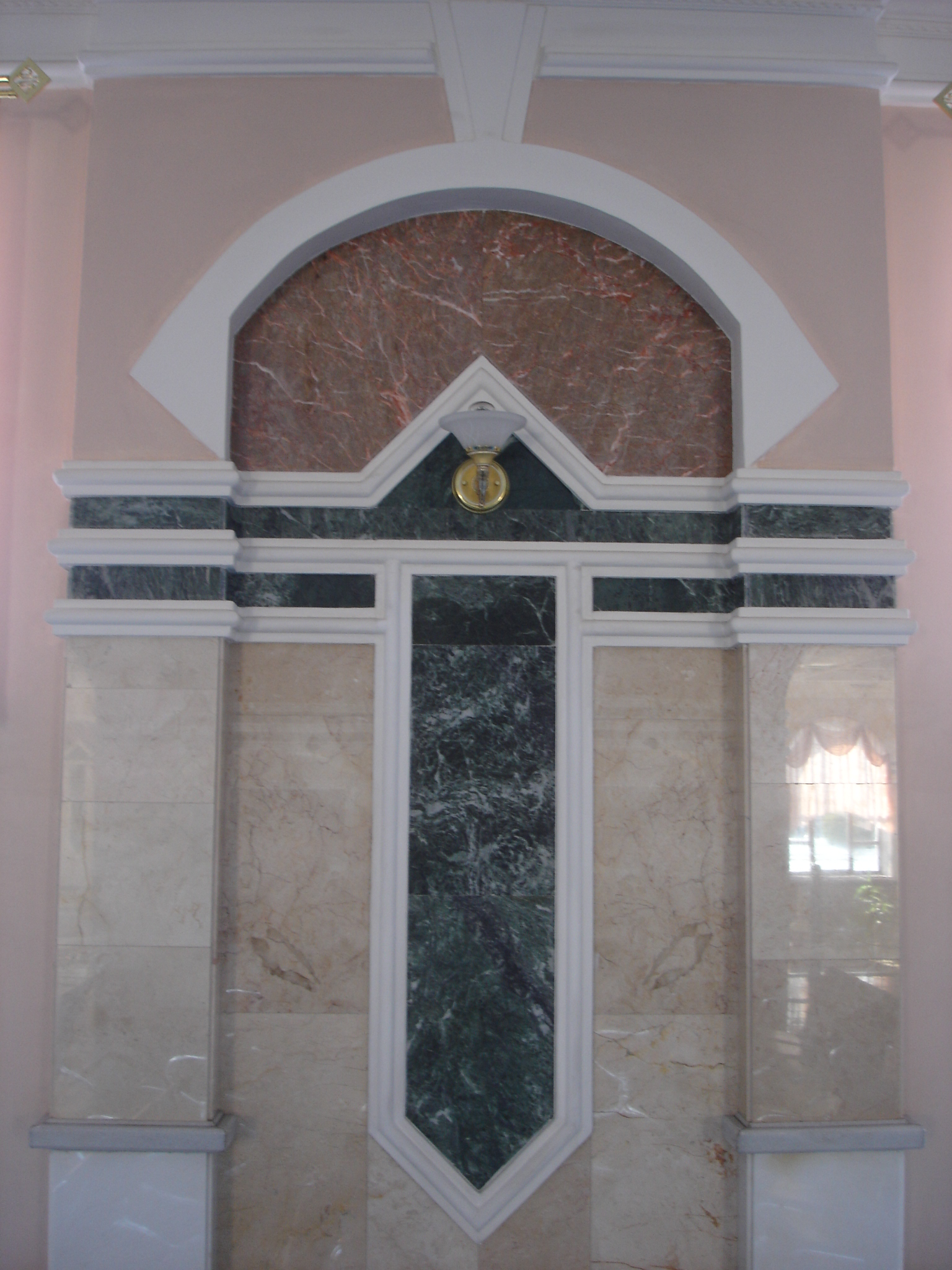
Центральний зал. Деталь декору інтер'єру
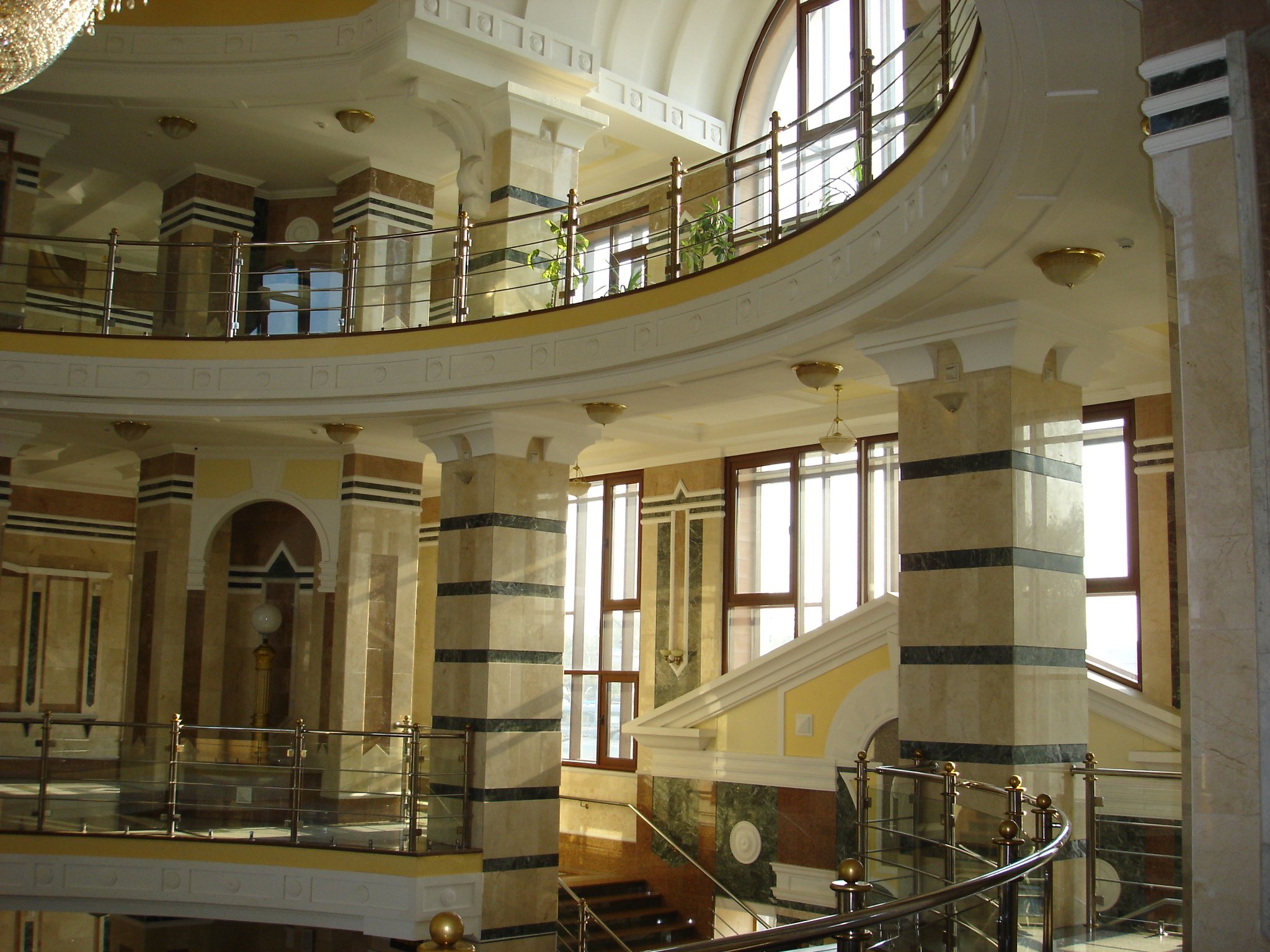
Другий і третій поверхи центрального залу вокзалу

- У Омську діє аеропорт «Омськ — Центральний». У цей час ведеться реконструкція будівлі аеропорту. До 300-річчя Омська буде добудований аеропорт міжнародних авіаліній «Омськ-Федоровка», що знаходиться за 30 кілометрів від регіонального центру.
- У місті активно експлуатуються наземні види транспорту: тролейбуси, автобуси (деякі з яких забезпечені моніторами для поширення реклами і розваги пасажирів), трамваї, маршрутні таксі.
- У центрі розташований Річковий вокзал.
- На лівобережжі знаходиться Автовокзал, який чекає на реконструкцію.
- Рух транспорту через водні артерії забезпечують 10 різних мостів: 
- через річку Іртиш 4 автомобільних моста: ім.60-річчя ВЛКСМ, метроміст ім. 60-річчя Перемоги, Ленінградський, Південний міст і 1 роздвоєний залізничний міст; 
- через річку Омь 4 автомобільних моста: Юбілейний, Комсомольський, Фрунзе, Октябрський і 1 залізничний.
- Починаючи від 1993 року в місті велося будівництво метрополітену, станом на кінець 2019 року метро в місті так і не добудували.

## Економіка
Омськ посідає шосте місце в тридцятці найкращих російських міст для бізнесу в 2010 р. на думку журналу «Forbes». Сюди він піднявся з 21-го місця. Він знаходиться на 1-му місці з розвитку інфраструктури, 3-му по діловому клімату, випереджаючи такі міста, як Хабаровськ, Єкатеринбург, Сургут, Красноярськ, 4-му по стійкості до кризи, випереджаючи такі міста, як Якутськ, Калуга, Ярославль, Нижній Новгород, 5-му по соціальним характеристикам, випереджаючи такі міста, як Красноярськ, Калуга і Владивосток, за комфортністю ведення бізнесу — на 20-му, випереджаючи такі міста як Нижньовартовськ, Вологда і Мурманськ, по купівельній спроможності — на 29-му місці, поступаючись таким містам як Перм, Тула і Новоросійськ.
У третьому рейтингу інвестиційної привабливості російських міст журналу «РБК» (2009 р.), Омськ зайняв 7-е місце з 64 міст.
На початок 2009 року в Омську було зареєстровано понад 66 тис. суб'єктів малого і середнього бізнесу, чисельність зайнятих в яких перевищує 163 тисячі чоловік.
Для підприємців діють міські виставки «Інновації року» і «Омська марка». Муніципальний Центр підтримки підприємництва надає інформаційні та консультаційні послуги з питань права, оподаткування, бухгалтерського обліку та інших питань.
У 2009 р. на території міста було створено 12 тис. додаткових робочих місць в області громадських робіт (з них більше половини — для звільнених і скорочених в кризу). Організація громадських робіт проводиться на умовах співфінансування міською владою. Омськ знаходиться в партнерських відносинах з 18 містами Росії і країн ближнього і далекого зарубіжжя, у тому числі підписав угоду про співпрацю з містом Кайфен (КНР). У 2010 році до партнерів міста приєдналися Пенза, Брянськ, Горно-Алтайськ, Улан-Уде і Гомель.

## Енергетика
На території Омської області розташовані 4 ТЕЦ (всі входять у ВАТ «ТГК-11», ТЕЦ-2 працює в режимі котельні) і безліч котелень (найбільша Кіровська районна котельня так само входить у ВАТ «ТГК-11»). Велика частина котелень передана на баланс в муніципальне підприємство "Теплова компанія ", інші є відомчими.

## Будівництво
У 2010 році в Омську було побудовано 400 тис. м². житла. Планується, що в 2011 році буде побудовано 410—420 тис. м².

## Телебачення
Перша телевізійна передача в Омську відбулася в 1954 році. У 1955 році для будівництва телецентру було виділено земельну ділянку на території сільськогосподарського інституту ім. С. М. Кірова. Зараз з Омського телецентру здійснює мовлення Державна телерадіокомпанія «Іртиш» (Філія ВДТРК). Програми ДТРК «Іртиш» виходять в ефірі телеканалів «Росія-1», «Росія-2» і на хвилі «Радіо Росії». Також на території Омська працюють місцеві телеканали — ДТРК «Омськ» (3 канал і 12 канал), «ТелеОмск-Акме», «Антена 7» і «22 канал». Всього 17 аналогових каналів.
Перший канал
Росія 1 / ДТРК Іртиш
РЕН ТВ / «3 канал» ДТРК Омськ
НТВ
П'ятий канал
ТВ Центр / Антена-7
7ТВ
СТС / Зодіак
ТНТ
ДТВ / Зодіак
Росія 2
«12 канал» ДТРК Омськ
ТВ3 /
Росія К
MTV-Омськ / ТелеОмск-Акме
Муз-ТВ
РБК / «22 канал»
Послуга кабельного телебачення запущена в операторів ЗАТ Компанія «ЕР-Телеком», «Каскад», «Мультінекс», «Омські Кабельні Мережі», «Темп», «Аверс-сервіс».

## Мобільний зв'язок
У місті працює чотири GSM оператора стільникового зв'язку: МТС (ВАТ «Мобільні Телесистеми»), Білайн (ВАТ «Вимпелком»), Tele2 (ЗАТ «Сибірський стільниковий зв'язок» — тільки 1800 MHz) і Мегафон, а також один оператор стандарту CDMA-450 — «Скай Лінк» (ЗАТ «Астарта»).
З них чотири 3G (UMTS) оператора стільникового зв'язку: МТС (ВАТ «Мобільні Телесистеми»), Білайн (ВАТ «Вимпелком»), Мегафон і «Скай Лінк» (ЗАТ «Астарта»).

## Стаціонарний зв'язок
В Омську шестизначні телефонні номери. Послуги стаціонарної телефонії здійснює дочірнє підприємство ВАТ «Связьінвест» Омська філія ВАТ «Сибірьтелеком» і компанія «Омські кабельні мережі». Існує також IP-телефонія «Міськзв'язок» від компанії «ЕР-Телеком», Телефонія від компанії ТТК (ЗАТ «ЗапСибТранстелеком»).

## Інтернет
Доступ в інтернет надають компанії: ЗАТ «Національні Мультисервісні Мережі» (ТМ «АБВ»), ЗАТ Компанія «ЕР-Телеком» (ТМ «Дом.ru»), ТОВ «Сибінтерком», ЗАТ «Коммед-Інфо», «Омсктелеком», «Кокос», «Трансфер», «Interro», «Інтел», «Сотлайн», «Мультінекс» (ТМ «МТС»), ТОВ «Омські Кабельні Мережі», ЗАТ «ЗапСибТранстелеком», ЗАТ «Інвестелектрозв'язок» (ТМ "Білайн "), ЗАТ «Смартком», ТОВ «Нові технології», ТО «Медіагрупа», ТОВ «БС-Телеком», ТОВ «Радіо-телефонні системи»(ТМ «Галаком»), Котлован (ТОВ "Науково-технічний центр «Комп'ютерний світ»), Sahalin.net. Також Омська область входить до числа регіонів, де ВАТ «Сибіртелеком» проводить активне будівництво і введення в експлуатацію мережі GPON FTTH («Оптичне волокно в квартиру»), що теоретично надає користувачам доступ в інтернет на швидкості до 1 Гбіт/с.
Існує безліч громадських місць з бездротовим доступом за технологією WiFi. Ряд компаній заявляє про швидкий запуск відразу кількох точок доступу в декількох громадських місцях міста. На омському ринку телекомунікацій працюють декілька операторів, що надають доступ в інтернет по швидкісній бездротової технології pre-wimax: Енфорта (ТОВ "Престиж-Інтернет "), «Омск-Інфо», «Т-Сервіс», ЗАТ «Смартком», «Кокос».

## Освіта
- Омський державний університет імені Ф. М. Достоєвського
- Омський державний технічний університет
- Омський державний аграрний університет імені П. А. Столипіна

## Культура

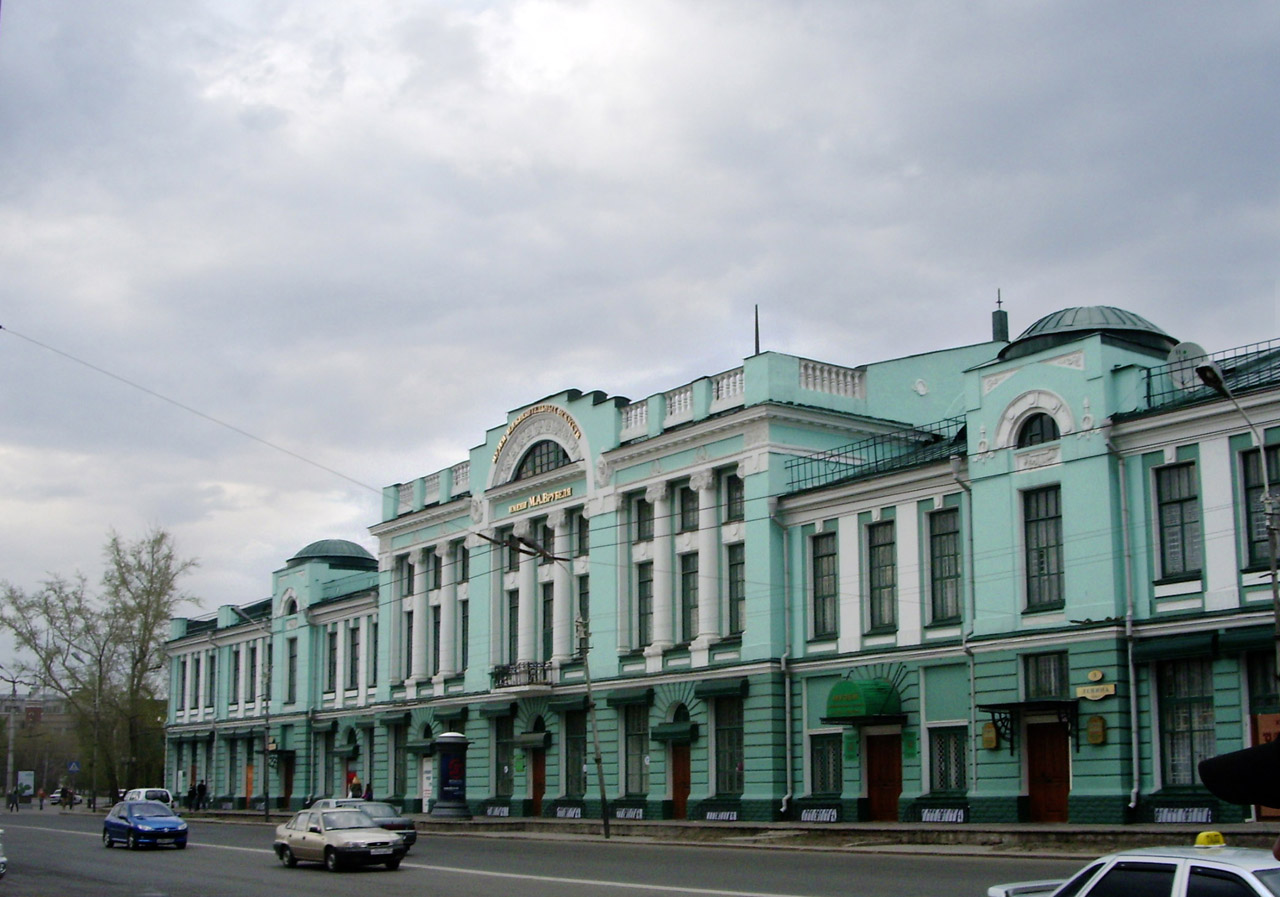
Омський обласний музей образотворчих мистецтв імені М. О. Врубеля

### Музика
У місті працюють гурти ГРОТ, 25/17.

### Музеї
- Омський обласний музей образотворчих мистецтв імені М. О. Врубеля
- Омський історико-краєзнавчий музей

### Театри
- Омський державний театр ляльки, актора, маски «Арлекін»
- Міський драматичний театр «Гальорка»
- Міський драматичний театр «Студія» Л. Єрмолаєвої
- Омський академічний театр драми
- Омський державний музичний театр
- Омський театр для дітей та молоді

## Відомі люди
- Анісов Володимир Хомич (1921—2006) — радянський військовий льотчик, Герой Радянського Союзу.
- Архипова Ніна Миколаївна (1921—2016) — радянська і російська актриса театру і кіно
- Врубель Михайло Олександрович (1856—1910) — російський художник.
- Ганжа Петро Андрійович — начальник дивізії Дієвої армії УНР.
- Гур'єва Юлія Валеріївна — українська художниця.
- Дворжецький Владислав Вацлавович (1939—1978) — радянський актор.
- Довгань Людмила Михайлівна — співачка (лірико-драматичне сопрано) і педагог. Заслужена артистка Росії (1991). Народна артистка України (1999).
- Канаєва Євгенія Олегівна — російська гімнастка, дворазова олімпійська чемпіонка.
- Карбишев Дмитро Михайлович — Герой Радянського Союзу, військовий інженер.
- Куйбишев Валеріан Володимирович (1888—1935) — російський революціонер, а потім радянський партійний і політичний діяч.
- Кулябко Олексій Олександрович — російський фізіолог-експериментатор.
- Лєтов Ігор Федорович — російський і радянський рок-музикант
- Мамаєва Ніна Василівна (1923—2001) — російська радянська актриса, педагог
- Панков Володимир Михайлович (* 1946) — радянський і український кінооператор.
- Поліщук Любов Григорівна (1949—2006) — російська актриса.
- Талько-Гринцевич Петро Антонович — фізик, педагог.
- Шебалін Віссаріон Якович (1902—1963) — радянський композитор, педагог, професор Московської державної консерваторії імені П. І. Чайковського.
- Тализіна Валентина Ілларіонівна  (* 1935) — радянська і російська акторка театру та кіно.